# Колі (сопка)
Колі (фін. Koli) — найбільша сопка у фінській провінції Північна Карелія, знаходиться на західному березі озера Пієлінен у Східній Фінляндії, в общині Лієкса. Висота Колі складає 347 м н.р.м. Велика частина піднесеності складається з білого кварциту віком 2 млн років. Старі карти до XIX століття свідчать, що раніше Колі називали Mustarinta (букв. «чорні груди»). Колі ділиться на три головні вершини, назви яких сходять до назв язичницьких божеств: Акка-колі, Паха-колі і найвища з цих вершин — Укко-колі. Панорама сопки Колі входить до списку Національних пейзажів Фінляндії.

## Історія і сучасність
У безпосередній близькості від Колі виявлено сліди вогневого підсічного землеробства.
Нині Колі — знаменитий природний курорт, на території якого міститься національний парк. У парку проводяться дослідницькі роботи по вивченню, збереженню і відновленню характерного природного ландшафту. Колі притягає туристів унікальним ландшафтом, туристичними маршрутами і стежками, розташованими як у самому парку, так і на вершинах. Загальна протяжність маршрутів ~ 60 км. На Колі знаходиться також популярні гірськолижні схили і лижні траси.

## Пам'ятки

### Пирункіркко
Пирункіркко («чортова церква») — одна з печер на Колі розташована на вершині Укко-колі. Висота печери коливається від 1 до 7 м, а довжина складає 34 м. В давнину Пирункіркко було місцем відправлення різних язичницьких ритуалів. Крім того, цей об'єкт був місцем культурного паломництва, а знаменитий фінський художник Еєро Ярнефельт, будучи на Колі в 1830 р., написав на стіні цієї печери поему.

### Ухріхалкеама
Ухріхалкеама — це тріщина в скелі, яка, ймовірно, використовувалася для ритуальних жертвопринесень. Тріщина розташована на північному схилі Колі. Наприкінці XIX століття у тріщині було знайдено золоті і срібні монети.

### Льодовий шлях і пором
Взимку між Колі і Вуоніслахті прокладається льодова дорога. Ця дорога — щонайдовша з льодових доріг у Фінляндії. Влітку між цими пунктами курсує пором «Колі-Лієкса».

## Ресурси Інтернету
- Офіційний сайт курорту Колі
- Офіційний сайт відділу спортивного туризму Національного управління лісового господарства (англ.)
- Офіційний сайт відділу спортивного туризму Національного управління лісового господарства (англ.)
- Luontokeskus Ukko
- Pohjois-Karjalan vaellusreittioppaan Kolin reitit [Архівовано 6 серпня 2015 у Wayback Machine.]
- Valokuvia Kolin kansallismaisemasta
- YLE Elävä arkisto: Kuuluisa Koli — video vuodelta 1943 [Архівовано 27 травня 2008 у Wayback Machine.]
- Kolin Kotiseutuyhdistys ry [Архівовано 1 серпня 2015 у Wayback Machine.]